# Institution correctionnelle fédérale d'El Reno
Federal Correctional Institution, El Reno
L'institution correctionnelle fédérale d'El Reno (en anglais : Federal Correctional Institution, El Reno ou FCI El Reno) est une prison fédérale (en) américaine de sécurité moyenne pour les détenus de sexe masculin située dans la localité d'El Reno, dans le comté de Canadian, en Oklahoma, à 30 milles (48,28 km) à l'ouest d'Oklahoma City.
L'établissement est géré par le Bureau fédéral des prisons (BOP), une division du ministère de la Justice des États-Unis.
L'établissement dispose d'un camp satellite à sécurité minimale adjacent pour les délinquants masculins. Il dispose également de l'une des deux installations agricoles restantes géré par le Bureau fédéral des prisons.

## Histoire
La maison de correction d'El Reno (en anglais : El Reno Reformatory) s'appelait à l'origine United States Southwestern Reformatory (en abrégé U.S.S.R.) lors de son ouverture le 4 avril 1933. Le nouvel établissement était destiné à recevoir des détenus provenant du pénitencier fédéral de Leavenworth, situé au Kansas, de la maison de correction fédérale (en) de Chillicothe, dans l'Ohio, du camp de prisonniers fédéraux (en) de Fort Riley, au Kansas[réf. nécessaire].
En 1938, l'établissement est rebaptisé en maison de correction d'El Reno (en anglais : Federal Reformatory, El Reno, Oklahoma). Il devient par la suite une institution correctionnelle fédérale (FCI) initialement été créée incarcérer les jeunes adultes (âgés de 18 à 26 ans) qui devaient être placés dans un établissement à sécurité moyenne. À la fin des années 1970, il commence à accueillir des détenus à sécurité moyenne de tous âges.
Le président Barack Obama a visité le l'établissement le 16 juillet 2015. C’était la première fois qu’un président en exercice visitait une prison fédérale,. A cette occasion, il a rencontré 6 détenus soigneusement sélectionnés, cette visite s'intégrant dans le cadre d'un documentaire réalisée par Shane Smith, qui accompagnait le président Obama durant la visite, et diffusée dans le cadre d'une émission spéciale de Vice sur HBO durant l'automne de la même année,.

## Description
L'institution correctionnelle fédérale d'El Reno est une prison de sécurité moyenne où sont incarcérées près de 1 300 détenus.

## Événements notables
Le 19 décembre 2004, le détenu Carlos Brewster s'évade du camp de prisonniers à sécurité minimale du l'institution d'El Reno. Une force opérationnelle dirigé par le US Marshals Service appréhende le fugitif trois semaines plus tard dans un fast-food de l'est de Los Angeles, en Californie. Brewster est renvoyé en Oklahoma et il est condamné à une peine supplémentaire qui s'est ajoutée à la peine de 21 ans qu'il purgeait pour possession de cocaïne avec intention de distribuer,.
En août 2011, le détenu Joe Villarreal s'évadé de l'établissement, où il purgeait une peine de 147 mois pour trafic de drogue. Il est repris dans la ville d'El Reno quelques heures plus tard. Villarreal est par la suite condamné à 46 mois de prison supplémentaires pour évasion et pour possession d'un bâton dans la prison avant son évasion.
Ces deux détenus sont par la suite transférés dans des établissements dotés de niveaux de sécurité plus élevés ,.

## Détenus notables
| Nom du détenu                   | Numéro d'enregistrement | Statut | Détails |
| ------------------------------- | ----------------------- | --- | --- |
| Diego León Montoya Sánchez (en) | 04171-748               | Sortie prévue en 2045; maintenant à la FCI Petersburg (en) | Ancien chef du cartel de la drogue Norte del Valle en Colombie, qui a expédié pour 10 milliards de dollars de cocaïne aux États-Unis de 1995 à 2007 ; lié à plus de 1 500 meurtres ; extradé des autorités colombiennes en 2007 ; anciennement sur la liste des dix fugitifs les plus recherchés du FBI ,.          |
| Joël Lopez Sr.                  | 20142-079               | Purger une peine à perpétuité. | Trafiquant de drogue ; reconnu coupable en 2009 d'avoir tenté d'embaucher un membre du gang des Latin Kings pour kidnapper et assassiner le juge de district américain Ricardo Hinojosa (en)en représailles à la condamnation d'Hinojosa à la prison à vie en 2006.                                                 |
| Jon Woods (en)                  | 14657-010               | Condamné à 220 mois; sortie prévue en 2033. Actuellement incarcéré à la FCI Bastrop (en) | Sénateur de l'État de l'Arkansas de 2013 à 2017 ; reconnu coupable de complot en vue de commettre une fraude postale, de douze chefs d'accusation de fraude électronique et de blanchiment d'argent. Woods a été accusé d'avoir sollicité et accepté des pots-de-vin pour la distribution de fonds gouvernementaux. |
| Christophe Faulkner             | 76501-112               | Incarcéré dans l'établissement à la suite de sa condamnation pour fraude et évasion fiscale ; dont la libération est prévue pour 2030 et n’est pas éligible à la libération conditionnelle. | Magnat du pétrole et du gaz du Texas a été condamné à 15 ans de prison fédérale pour avoir escroqué des millions de dollars aux investisseurs et dissimulé de l'argent à l'IRS. |